# Gare de Saint-Brieuc
Gare de Saint-Brieuc – stacja kolejowa w Saint-Brieuc, w departamencie Côtes-d’Armor, w regionie Bretania, we Francji.
Została otwarta w 1863 roku przez Compagnie des chemins de fer de l'Ouest.
Saint-Brieuc jest stacją Société nationale des chemins de fer français (SNCF) obsługiwaną przez pociągi TGV Atlantique i TER Bretagne.
W latach 1905–1956, Saint-Brieuc posiadał drugą stację Gare de Saint-Brieuc-Centrale kolejki wąskotorowej Côtes-du-Nord (CdN).